# نملاوية عاضة
النملاوية العاضة (الاسم العلمي:Dacetini) هي قبيلة من الحشرات تتبع فصيلة النمل من رتبة غشائيات الأجنحة.

## الأجناس
- النمل العاض
- النمل الوحشي